# Gran Canyó
|  | Per a altres significats, vegeu «Parc Nacional del Gran Canyó». |

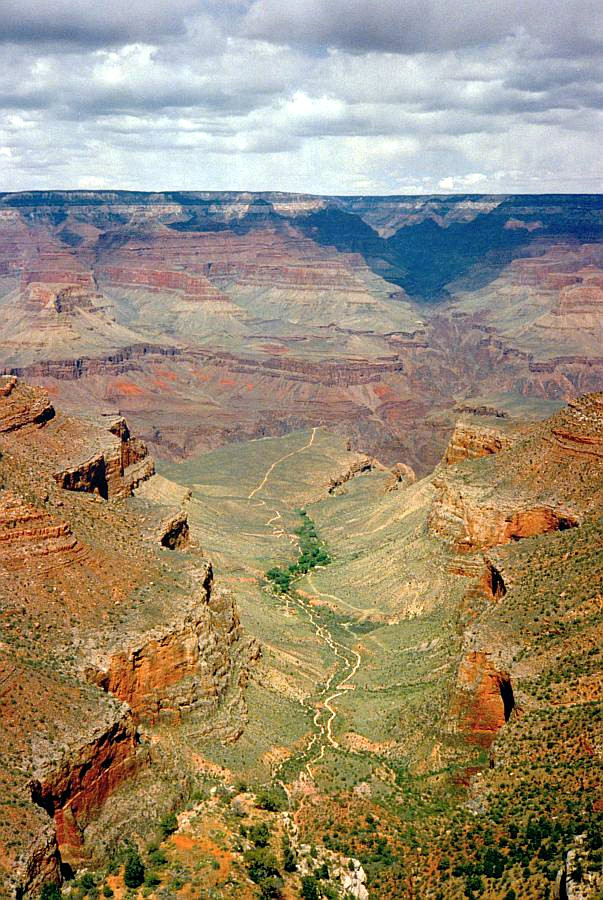
Vista del Gran Canyó (camí de l'Àngel brillant)

El Gran Canyó (llengua hopi: Öngtupqa,; llengua yavapai: Wi:kaʼi:la, llengua navaho: Bidááʼ Haʼaztʼiʼ Tsékooh,; llengua Paiute del sud: Paxa’uipi,) és una vistosa i escarpada gola (congost) excavada pel riu Colorado al nord d'Arizona, Estats Units. El congost és considerat com una de les meravelles naturals del món i està protegit en la seva major part dins del Parc Nacional del Gran Canyó (un dels primers parcs naturals dels Estats Units).
El congost el fa formar el riu Colorado, la llera del qual va soscavar el terreny durant milions d'anys. Té uns 446 km de longitud, conté serralades d'entre 6 i 29 km d'amplària i arriba a profunditats de més de 1.600 m. Estrats de fins a 2.000 milions d'anys d'antiguitat han quedat exposats mentre el riu Colorado i els seus tributaris erosionaven el sediment capa a capa alhora que l'altiplà del Colorado s'elevava.
El president Theodore Roosevelt va ser el promotor més gran de l'àrea del Gran Canyó: el va visitar en nombroses ocasions per caçar pumes o per gaudir de l'impressionant paisatge. El 1908, Roosevelt va utilitzar la Llei d'Antiguitats per proclamar més de 3.200 km² del Gran Canyó com a monument nacional.
Gairebé dos milions d'anys d'història geològica de la Terra han estat exposats quan el riu Colorado i els seus afluents tallaven els seus canals a través de capa rere capa de roca mentre l'altiplà de Colorado s'elevava. Si bé alguns aspectes sobre la història de la incisió del canó són debatuts pels geòlegs, diversos estudis recents donen suport a la hipòtesi que el riu Colorado va establir el seu curs per l'àrea fa uns 5 a 6 milions d'anys. Des d'aleshores, el riu Colorado ha impulsat la baixada dels afluents i la retirada dels penya-segats, aprofundint i ampliant simultàniament el canó.
Durant milers d'anys, la zona ha estat habitada contínuament per nadius americans, que van construir assentaments dins del canó i les seves nombroses coves. La gent del poble considerava el Gran Canó un lloc sagrat i hi feia pelegrinatges. El primer europeu conegut que va veure el Gran Canó va ser García López de Cárdenas de Castella, que hi va arribar el 1540.

## Geografia

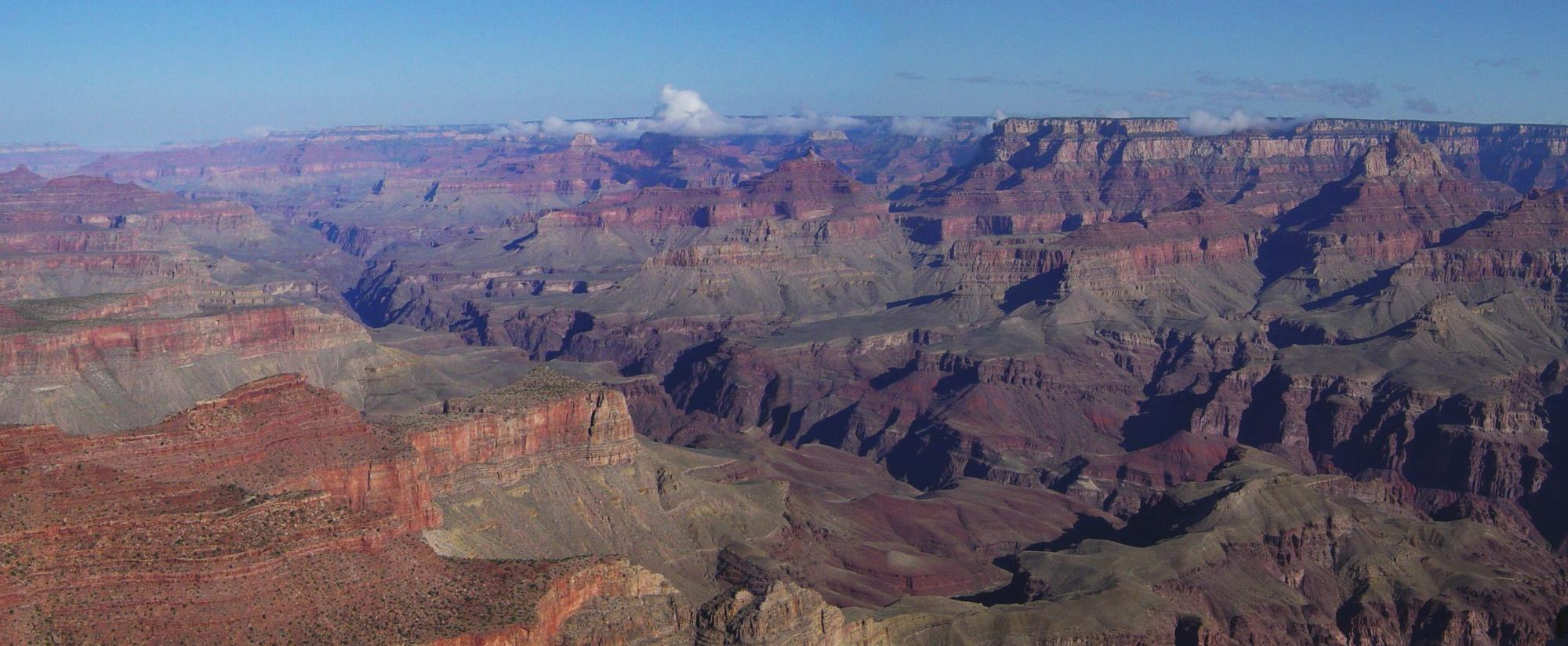
El Gran Canyó vist des dHabiten Point

El Gran Canyó és molt profund, en alguns llocs supera el quilòmetre i mig de fondària; amb 446 quilòmetres de longitud talla l'altiplà del Colorado i trau a la llum estrats paleozoics. Els estrats apareixen gradualment des de Lee's Ferry (punt oficial de començament del Gran Canyó) fins a Phantom Ranch. El congost acaba en la zona on el riu creua el Grand Wash Fault (prop del llac Mead). L'orogènesi provocada per la tectònica de plaques va causar el naixement de les muntanyes Rocoses, així com la formació de l'altiplà del Colorado, elevant diversos quilòmetres les diverses capes de sediments. La major elevació ha donat lloc a majors precipitacions en la conca de drenatge del riu Colorado, però no prou perquè el Gran Canyó deixi de ser una zona semiàrida. L'elevació de l'altiplà del Colorado és desigual, com a resultat la vora nord (North Rim) del Gran Canyó està situada 300 metres per sobre de la vora sud (South Rim).
El fet que el riu Colorado discorri més a prop del South Rim s'explica a causa d'aquesta elevació asimètrica. Gairebé tots els vessants des de l'altiplà darrere de la vora nord (que recull més pluja i neu) discorren cap al Gran Canyó, mentre que la major part del vessant sobre l'altiplà darrere de la vora sud discorre lluny del congost (seguint-ne la inclinació predominant). El resultat és una major erosió i, per tant, un major eixamplament del congost i les gorges tributàries situades al nord del riu Colorado.

## Geologia

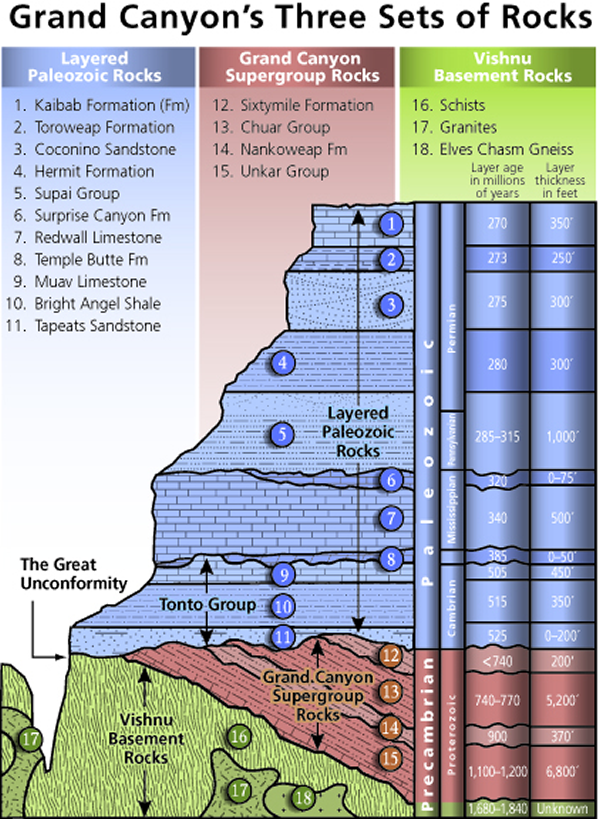
Diagrama que mostra la col·locació, l'edat i el gruix de les unitats de roca exposades al Gran Canó

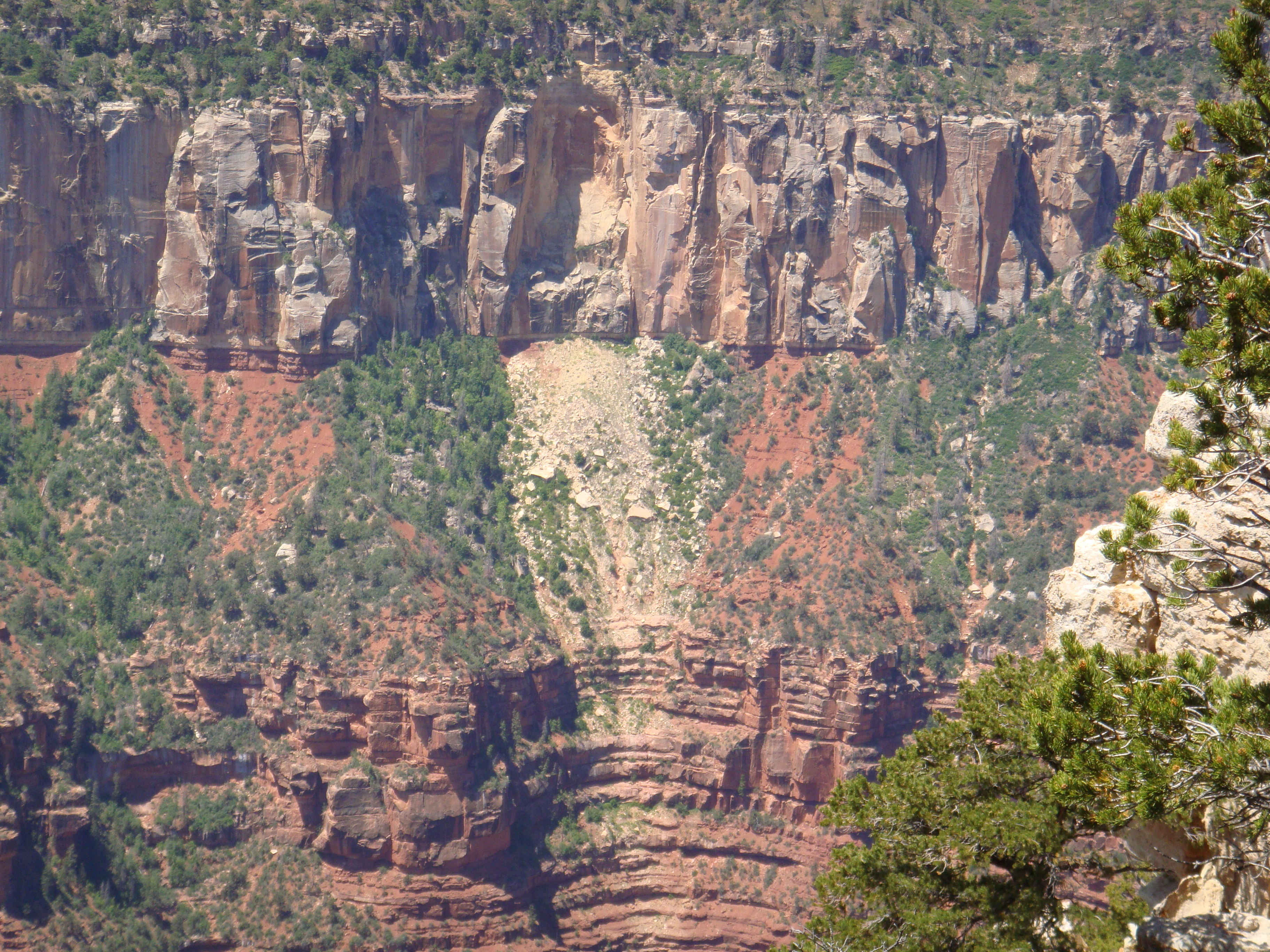
Les caigudes de roques en els últims temps, juntament amb altres malbarataments massius, han ampliat encara més el canó

El Gran Canó és part de la conca del riu Colorado que s'ha desenvolupat durant els darrers 70 milions d'anys, en part basat en la termocronologia d'apatita (U-Th)/He que mostra que el Gran Canyó va assolir una profunditat propera a la profunditat moderna el fa 20 milions d'anys. Un estudi recent que examina les coves prop del Gran Canó situa els seus orígens fa uns 17 milions d'anys. Estimacions anteriors havien situat l'edat del canó entre 5 i 6 milions d'anys. L'estudi, que es va publicar a la revista Science el 2008, va utilitzar datacions amb plom d'urani per analitzar els dipòsits de calcita trobats a les parets de nou coves del canó. Hi ha una quantitat substancial de controvèrsia perquè aquesta investigació suggereix una desviació tan substancial del consens científic anterior, àmpliament recolzat. El desembre de 2012, un estudi publicat a la revista Science va afirmar que noves proves havien suggerit que el Gran Canó podria tenir una edat de 70 milions d'anys. Tanmateix, aquest estudi ha estat criticat per aquells que donen suport a l'edat del "canó jove" d'uns sis milions d'anys com "[un] intent d'impulsar la interpretació de les seves noves dades als seus límits sense tenir en compte tota la gamma d'altres conjunts de dades geològiques."
El canó és el resultat de l'erosió que deixa al descobert una de les columnes geològiques més completes del planeta.
Les principals exposicions geològiques al Gran Canó tenen una edat que va des de l’esquist de Vishnu de 2.000 milions d'anys al fons del Congost Interior fins a la pedra calcària Kaibab a la vora, de 270 milions d'anys. Hi ha una bretxa d'uns mil milions d'anys entre l'estrat de 500 milions d'anys i el nivell per sota, que data de fa uns 1.500 milions d'anys. Aquesta gran disconformitat indica un període llarg durant el qual no hi ha dipòsits.
Moltes de les formacions es van dipositar en març poc profunds càlids, entorns propers a la costa (com les platges) i pantans a mesura que la vora del mar avançava i es retirava repetidament a la vora d'una proto-Amèrica del Nord. Les principals excepcions inclouen la pedra arenisca del Permian Coconino, que conté abundants proves geològiques de la deposició de dunes de sorra eòliques. Diverses parts del Grup Supai també es van dipositar en entorns no marins.
La gran profunditat del Gran Canó i especialment l'alçada dels seus estrats (la majoria dels quals es van formar sota el nivell del mar) es pot atribuir a 5000 m d'elevació de l'altiplà del Colorado, començat fa uns 65 milions d'anys (durant l'orogènia de Laramide). Aquest aixecament ha augmentat el pendent del riu Colorado i els seus afluents, que al seu torn ha augmentat la seva velocitat i, per tant, la seva capacitat per tallar la roca (vegeu el resum d'elevació del riu Colorado per a les condicions actuals).

## Clima
El temps al Gran Canyó varia segons l’altitud. Les vores boscoses són prou altes per rebre nevades d’hivern, però al llarg del riu Colorado, a la gola interior, les temperatures són similars a les de Tucson i altres llocs desèrtics de baixa elevació d’Arizona. Les condicions a la regió del Gran Canyó són generalment seques, però es produeixen precipitacions substancials dues vegades a l’any, durant canvis de patrons estacionals a l’hivern (quan les tempestes del Pacífic solen produir pluges generalitzades i moderades, i neu a gran altitud a la regió de l’oest) i a finals d’estiu (a causa del monsó nord-americà, que proporciona onades d'humitat del sud-est, provocant tempestes dramàtiques localitzades, alimentades per la calor del dia). La precipitació mitjana anual a la vora sud és inferior a 41 cm, amb 150 cm de neu; la vora nord més alta sol rebre 175 cm de pluja, amb una nevada típica de 370 cm; i Phantom Ranch, molt per sota de les llandes del canyó al llarg del riu Colorado a 762 m, rep 20 cm de pluja i la neu és una raresa.
Les temperatures al North Rim són generalment menors que al South Rim a causa de la major elevació (2.483 m sobre el nivell del mar). Les grans nevades hi són comunes durant els mesos d'hivern.
Les condicions meteorològiques durant les edats glacials també van augmentar la quantitat d'aigua al sistema de drenatge del riu Colorado. L'ancestral riu Colorado va respondre tallant el seu canal més ràpid i més profund.
El nivell base i el curs del riu Colorado (o el seu equivalent ancestral) van canviar fa 5,3 milions d'anys quan el golf de Califòrnia es va obrir i va baixar el nivell base del riu (el seu punt més baix). Això va augmentar la taxa d'erosió i va reduir gairebé tota la profunditat actual del Gran Canó fa 1,2 milions d'anys. Les parets adossades del canó van ser creades per erosió diferencial.
Fa entre 100.000 i 3 milions d'anys, l'activitat volcànica va dipositar cendres i lava sobre la zona que de vegades obstruïen completament el riu. Aquestes roques volcàniques són les més joves del canó.

## Primers pobladors
Poc se sap sobre els pobles que van viure a l'oest de l'Amèrica del Nord entre fa 9.000 i 3.000 anys. Els primers signes de vida humana al Gran Canyó pertanyen a aquesta època, les datacions mitjançant carboni 14 de petites branques representant animals estableixen que les restes són anteriors a 3.000 anys. Les cultures del desert eren caçadores i recol·lectores. Els primers europeus que van trobar evidències d'aquestes activitats van ser Frazier, Eddy i Hatch en una expedició el 1934.

## L'exploració espanyola
Descobert per l'expedició de Francisco Vázquez de Coronado, el primer europeu que va contemplar el Gran Canyó del Colorado fou García López de Cárdenas el 1540, que al comandament d'un grapat de soldats va partir des de la població indígena que els espanyols van anomenar Quivira, poble habitat pels indis zuni i suposadament una de les set ciutats d'or del regne de Cíbola, poble del qual actualment s'ignora la ubicació, ja que els historiadors difereixen sobre això, alguns situen Quivira a Nou Mèxic mentre que d'altres pensen que era a Kansas. A [Quivira hi havia part de l'expedició comandada per Vázquez de Coronado amb trenta soldats i es va comissionar García López juntament amb un grapat de soldats per trobar un riu del qual els indis hopi els havien parlat. Per a això se li van concedir 80 dies d'expedició. Després de 20 dies de viatge exploratori van trobar el Gran Canyó del Colorado, no obstant això no van poder baixar fins al riu per abastir-se d'aigua i després de diversos intents per descendir van començar a tenir problemes d'aigua per a beure, per la qual cosa van decidir tornar. Dies després seria Fernando de Alarcón (que participava en el viatge d'exploració, però per via marítima) el primer europeu a tocar i navegar les aigües del riu Colorado, però a centenars de quilòmetres del Gran Canyó. Qui va descobrir el riu Colorado va ser Francisco de Ulloa el 28 de setembre de 1539, que va prendre possessió de la desembocadura del riu, en benefici de la corona espanyola, sense navegar aigües amunt com ho va fer Fernando de Alarcón.

## L'exploració nord-americana
La primera expedició científica va ser liderada pel comandant de l'exèrcit dels Estats Units John Wesley Powell a la fi de la dècada de 1870. Powell es va referir a la roca sedimentària trobada al congost com "les fulles d'un gran llibre d'història".

## Activitats
A part de la visita turística ocasional a la vora sud amb els seus 2.134 metres sobre el nivell del mar, el rafting o descens de rius i l'excursionisme són activitats especialment populars. Les vistes des de la vora nord solen proporcionar una millor impressió de l'extensió del canyó que les vistes que caracteritzen la vora sud. El fons de la vall és accessible caminant, en mula o amb barca descendint des de la part superior del riu. Els funcionaris del parc no aconsellen realitzar en un sol dia l'excursió de descendir a la llera del riu i tornar a pujar a causa de la distància, l'esforç requerit i el perill d'esgotament per calor per les altes temperatures a què s'arriben al fons. Fins i tot les excursions per la vora han de fer-se amb cura en certs punts; amb freqüència hi ha senyals de perill al llarg de les pistes que recorren les vores del congost.
Les condicions meteorològiques poden afectar en gran manera l'excursionisme i l'exploració de canons, i els visitants haurien d’obtenir previsions precises a causa dels perills que comporta l'exposició a temperatures extremes, tempestes d’hivern i monsons de finals d’estiu. Tot i que el servei del parc publica informació meteorològica a les portes i centres de visitants, només és una aproximació aproximada i no s'ha de confiar en la planificació del viatge. Per obtenir previsions precises del temps al canyó, els excursionistes haurien de consultar la ràdio meteorològica NOAA del Servei Meteorològic Nacional (National Weather Service) o la seva pàgina web oficial.
Hi ha empreses que organitzen descensos en rafting pel riu, generalment en barques per a 15 persones equipades amb motor: solen partir de Lee's Ferri i arriben fins a Diamond Creek durant el viatge en uns 6 dies. Les barques equipades únicament amb rems solen trigar unes dues setmanes a completar el viatge. També existeixen empreses que organitzen excursions per a turistes en helicòpter al Gran Canyó.